# Portret Rafaela Esteve Vilelli
Portret Rafaela Esteve Vilelli (hiszp. Retrato de Rafael Esteve Vilella) – obraz olejny hiszpańskiego malarza Francisca Goi. Obecnie znajduje się w zbiorach Muzeum Sztuk Pięknych w Walencji. Portret przedstawia Rafaela Esteve Vilellę (1772–1847), rytownika pochodzącego z Walencji, uważanego za najwybitniejszego hiszpańskiego przedstawiciela tej sztuki w swojej epoce. 

## Okoliczności powstania
W 1799 Esteve Vilella został mianowany nadwornym rytownikiem Karola IV. Jednym z jego pierwszych zleceń na królewskim dworze było wykonanie rycin monarchów na podstawie portretów namalowanych przez Goyę, z przeznaczeniem do zbioru Guía de forasteros wydanego w 1800. Wtedy najprawdopodobniej po raz pierwszy spotkał się z Goyą i został jego serdecznym przyjacielem. Możliwe także, że poznali się poprzez Augustina Esteve, malarza z którym współpracował Goya będącego bliskim krewnym Rafaela.
Pod koniec dekady 1790. Goya zainteresował się technikami rytowniczymi takimi jak akwaforta i akwatinta, a następnie rozpoczął pracę nad graficznym cyklem Kaprysów. Korzystał wtedy ze specjalistycznych umiejętności znanych rytowników, do których należał Esteve Vilella. 
W 1803 roku Goya podarował niesprzedane egzemplarze Kaprysów (240 odbitek) i matryce Karolowi IV z obawy przed zarekwirowaniem ich przez Inkwizycję. W zamian otrzymał dożywotnią pensję w wysokości 12 000 reali rocznie dla swojego syna Javiera. Esteve Vilella wyświadczył Goi przysługę wstawiając się u króla w sprawie Kaprysów i potwierdzając ich wartość artystyczną. 
Możliwe, że Esteve Vilella współpracował z Goyą przy realizacji serii rycin pt. Tauromachia (wydanej w 1816 roku) i wtedy został przez niego sportretowany. 

## Opis obrazu
Obraz przedstawia artystę w pozycji siedzącej, z jedną ręką teatralnie opartą na biodrze, podczas gdy w drugiej trzyma miedzianą płytkę i rylec. Na widocznym rewersie płytki widnieje inskrypcja D.n Rafael Esteve P.r Goya 1815. Na pokrytym żółtawym obrusem stole znajdują się inne przedmioty związane z jego zawodem takie jak dłuto i gotowe odbitki. Eleganckie, wyściełane krzesło i stół przykryty obrusem świadczą o wygodnym życiu. Odzwierciedleniem statusu jest także elegancki strój – czarnoszara kurtka, krawat z czarnego jedwabiu, biała koszula z wysokim, sztywnym kołnierzem i żabotem. Lekko zmierzwione włosy oraz długie i grube bokobrody są odzwierciedleniem ówczesnej mody. Esteve Vilella będący u szczytu swojej kariery siedzi mocno wyprostowany i uśmiechnięty. Kieruje wzrok bezpośrednio na widza, spoglądając lekko z góry i sprawiając wrażenie zadowolonego z siebie. Goya zastosował szybkie pociągnięcia pędzlem, przypominające szkic.

## Proweniencja
Obraz należał do Esteve Vilelli, a później do jego spadkobierców. Jego bratanek Antonio Esteve w 1818 roku ofiarował portret Królewskiej Akademii Sztuk Pięknych San Carlos w Walencji, z którą Esteve Vilella był związany. W madryckim Museo Lázaro Galdiano znajduje się popiersie Esteve Vilelli będące kopią tego dzieła. Dawniej przypisywano je Goi, obecnie uważa się je za dzieło Rosario Weiss, malarki-kopistki, która wychowała się w domu malarza.